# Île Crawl
Pour les articles homonymes, voir Crawl (homonymie).
Crawl est une île des Bermudes. 